# Roy Henkel
Roy Henkel   (Wąbrzeźno, 22 d'agost de 1905 - Vancouver, 6 d'octubre de 1981), moltes vegades anomenat Roy Hinkel, va ser un jugador d'hoquei sobre gel prussià de naixement però canadenc d'adopció, que va competir durant la dècada de 1930.
Amb el Winnipeg Hockey Club guanyà l'Allan Cup de 1931. El 1932 va prendre part en els Jocs Olímpics de Lake Placid, on guanyà la medalla d'or en la competició d'hoquei sobre gel.